# Cycle Collstrop

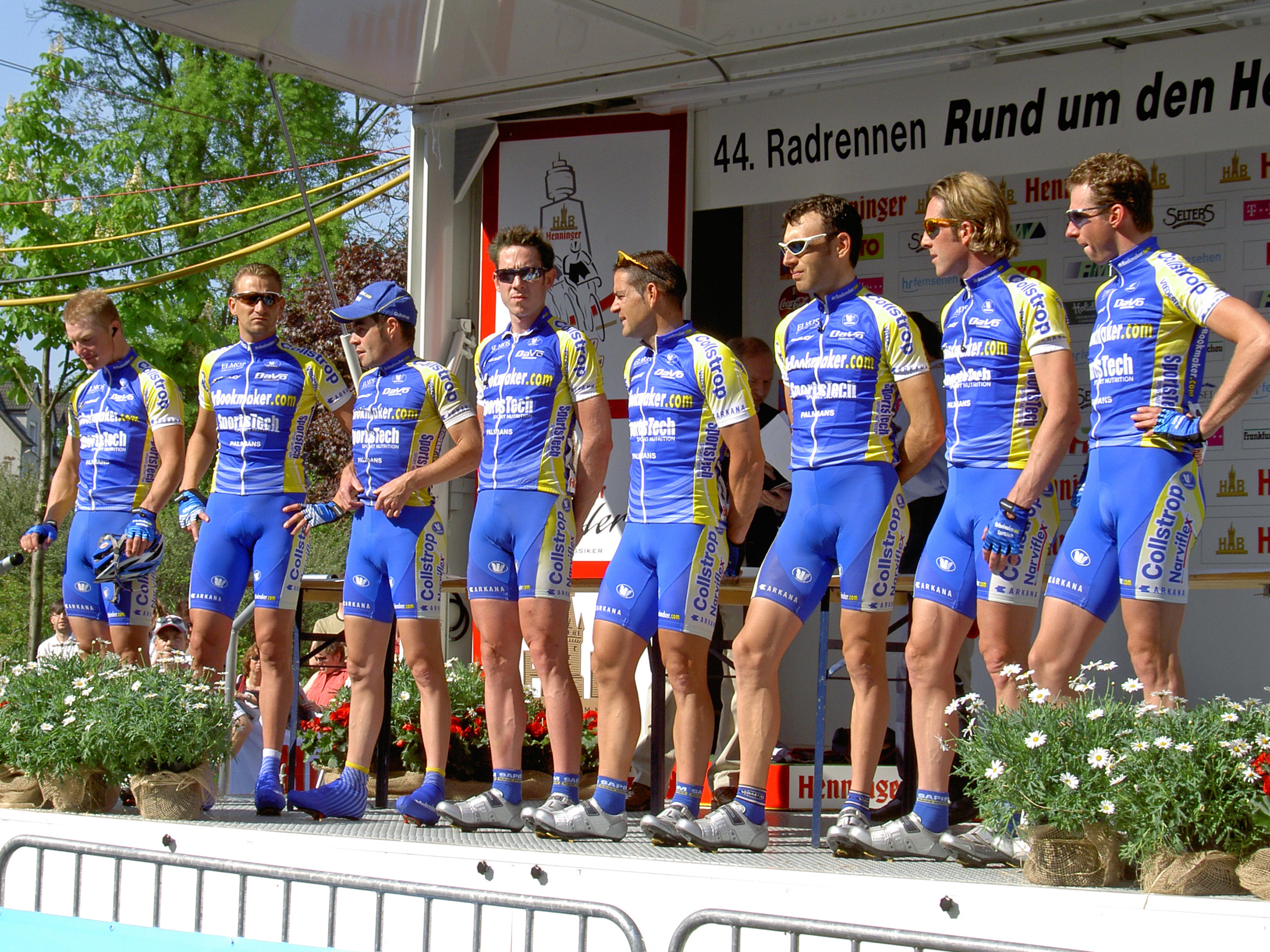
Quan encara eren Mr. Bookmaker

L'equip ciclista Cycle Collstrop (codi UCI: COS) és una antiga formació neerlandesa, d'origen belga i després suec, de ciclisme professional en ruta que es creà el 2004 amb el nom de Mr Bookmaker. El 2005 canvià el nom pel d'Unibet.com i s'integrà a l'UCI ProTour el 2007. El febrer de 2007 es prohibí a l'equip lluir el logotip del patrocinador a França per estar prohibida la publicitat d'apostes per internet. A partir del març l'equip passà a anomenar-se Canyon.com a França i Bèlgica. De resultes d'aquesta nova denominació l'equip fou boicotejat per nombroses organitzacions de curses i en especial per les grans voltes i va acabar a desaparèixer a final de temporada.
La marca de bicicletes Collstrop anuncià que prendria el relleu d'Unibet i Canyon com a patrocinador per la temporada 2008, però no pas pel 2009. El Cycle Collstrop es fusionà amb l'equip P3 Transfer-Batavus a final de temporada per tal i va prendre el nom de Vacansoleil el 2009.

## Principals victòries

### Clàssiques
- Campionat de Flandes: Baden Cooke (2007)

### Curses per etapes
- 1 etapa a la Volta a Suïssa: Rigoberto Urán (2007)
- Tres dies de Flandes Occidental: Jimmy Casper (2007)

### Campionats nacionals
- Campionat de Suècia en contrarellotge: Gustav Larsson (2007)
- Campionat de Veneçuela en contrarellotge: José Rujano Guillén (2007)
- Campionat d'Eslovènia en ruta: Borut Bozic (2008)
- Campionat d'Uzbekistan en ruta: Serguei Lagutin (2008)

## Classificacions UCI

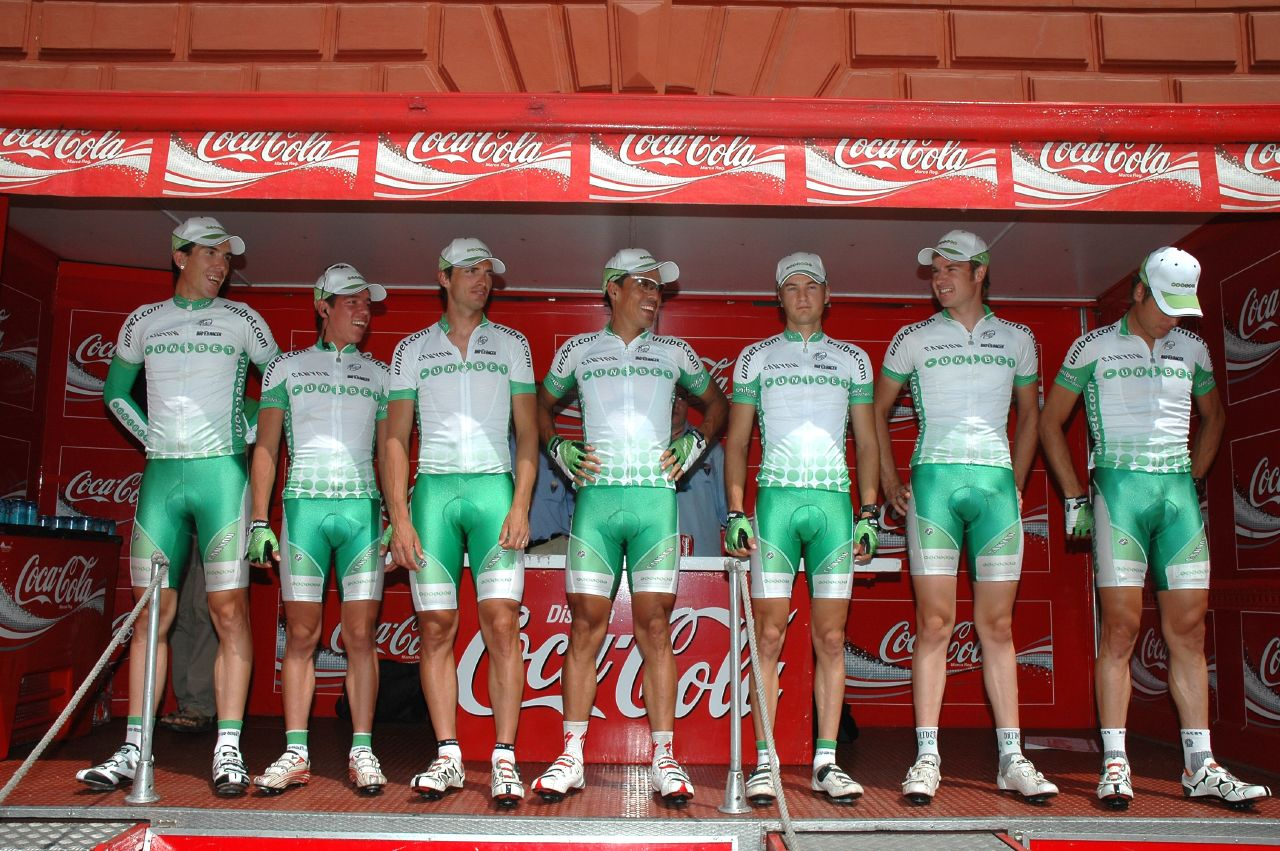
L'equip Unibet.com al 2007

Fins al 1998 els equips ciclistes es trobaven classificats dins l'UCI en una única categoria. La següent classificació estableix la posició de l'equip en finalitzar la temporada.
| Temporada | Classificació per equips | Millor ciclista en la classificació individual |
| --------- | ------------------------ | ---------------------------------------------- |
| 2004      | 26è                      | Roger Hammond (63è)                            |

A partir del 2005 amb l'estrena de la classificació UCI ProTour l'equip s'incorporà com a equip continental professional, participant principalment en el circuit de l'UCI Europa Tour. La taula presenta les classificacions de l'equip al circuit, així com el millor ciclista individual.
UCI Àsia Tour
| Temporada | Classificació per equips | Millor ciclista en la classificació individual |
| --------- | ------------------------ | ---------------------------------------------- |
| 2005      | 26è                      | Stefan van Dijk (85è)                          |
| 2008      | 15è                      | Serguei Lagutin (10è)                          |

UCI Europa Tour
| Temporada | Classificació per equips | Millor ciclista en la classificació individual |
| --------- | ------------------------ | ---------------------------------------------- |
| 2005      | 8è                       | Stefan van Dijk (2n)                           |
| 2006      | 2n                       | Baden Cooke (6è)                               |

UCI Oceania Tour
| Temporada | Classificació per equips | Millor ciclista en la classificació individual |
| --------- | ------------------------ | ---------------------------------------------- |
| 2005      | 15è                      | Ben Day (28è)                                  |
| 2006      | 10è                      | Jonas Ljungblad (17è)                          |

El 2007 l'Unibet puja a categoria ProTour. La taula presenta les classificacions de l'equip al circuit, així com el millor ciclista individual.
| Temporada | Classificació per equips | Millor ciclista en la classificació individual |
| --------- | ------------------------ | ---------------------------------------------- |
| 2007      | 20è                      | Gustav Larsson (57è)                           |

El 2008 el Cycle Collstrop perd la llicència UCI ProTeam, passant a equip professional continental i participant en les proves dels circuit continental.
| Temporada | Classificació per equips | Millor ciclista en la classificació individual |
| --------- | ------------------------ | ---------------------------------------------- |
| 2008      | 32è                      | Borut Bozic (30è)                              |